# The Sea (Corinne Bailey Rae)
The Sea è il secondo album discografico della cantautrice britannica Corinne Bailey Rae, pubblicato il 20 gennaio 2010 dalla EMI.

## Tracce
1. Are You Here – 4:13
2. I'd Do It All Again – 3:08
3. Feels Like the First Time – 3:13
4. The Blackest Lily – 3:38
5. Closer – 4:17
6. Love's on Its Way – 3:55
7. I Would Like to Call It Beauty – 4:19
8. Paris Nights/New York Mornings – 3:51
9. Paper Dolls – 3:20
10. Diving for Hearts – 4:51
11. The Sea – 4:05

Tracce bonus
1. Little Wing - 4:07
2. It Be's That Way Sometime - 3:28

## Classifiche
| Paese             | Posizione più alta |
| ----------------- | ------------------ |
| Belgio (Fiandre)  | 43                 |
| Belgio (Vallonia) | 36                 |
| Francia           | 73                 |
| Germania          | 70                 |
| Grecia            | 24                 |
| Italia            | 73                 |
| Paesi Bassi       | 36                 |
| Regno Unito       | 5                  |
| Spagna            | 48                 |
| Stati Uniti       | 7                  |
| Svizzera          | 27                 |